# Julieta Salguero
Julieta Salguero Mores (* 3. Mai 2000) ist eine argentinische Leichtathletin, die sich auf den Speerwurf spezialisiert hat.

## Sportliche Laufbahn
Erste internationale Erfahrungen sammelte Julieta Salguero im Jahr 2016, als sie bei den U18-Südamerikameisterschaften in Concordia mit einer Weite von 44,34 m den fünften Platz belegte. Zwischen 2019 und 2024 bestritt sie keine Wettkämpfe mehr, ehe sie 2025 bei den Südamerikameisterschaften in Mar del Plata mit 51,92 m den sechsten Platz belegte.
2025 wurde Seguero argentinische Meisterin im Speerwurf.